# Магделинич, Джордже
Джордже Магделинич (черног. Ђорђе Магделинић; род. 6 мая 2003, Беране, Сербия и Черногория) — черногорский футболист, нападающий клуба «Рудар».

## Карьера

### «Титоград»
Играл на молодёжном уровне за «Титоград». Периодически попадал в заявку основной команды. Дебютировал в ЦФЛ 23 августа 2020 года в матче с ФК «Рудар».

### «Локомотива»
В августе 2021 года стал игроком клуба «Локомотива» из Загреба, где был заявлен за команду до 19 лет. Лиге Юниоров дебютировал в матче с «Риекой».